# 전북특별자치도의 사찰 목록
전북특별자치도의 사찰 목록은 문화관광부의 2005년 5월 자 자료를 기본으로 하여 빠진 내용을 추가한 것들이다.
- 강천사 - 전북특별자치도 순창군 팔덕면 청계리 996 (조계종)
- 개암사 - 전북특별자치도 부안군 상서면 감교리 714 (조계종)
- 고림사 - 전북특별자치도 진안군 진안읍 군상리 1160 (조계종)
- 귀신사 - 전북특별자치도 김제시 금산면 청도리 81 (조계종)
- 귀암사 - 전북특별자치도 순창군 복흥면 봉덕리 374 (조계종)
- 귀정사 - 전북특별자치도 남원시 산동면 대상리 1042 (조계종)
- 극락사 - 전북특별자치도 남원시 어현동 산85번지 (조계종)
- 금당사 - 전북특별자치도 진안군 마령면 동촌리 41 (조계종)
- 금산사 - 전북특별자치도 김제시 금산면 금산리 39 (조계종)
- 남고사 - 전북특별자치도 전주시 완산구 동서학동 724 (조계종)
- 남산사 - 전북특별자치도 정읍시 북면 남산리 610-1 (태고종)
- 남원사 - 전북특별자치도 익산시 여산면 제남리 224 (조계종)
- 내소사 - 전북특별자치도 부안군 진서면 석포리 267 (조계종)
- 내원암 - 전북특별자치도 부안군 위도면 치도리 361 (조계종)
- 내장사 - 전북특별자치도 정읍시 내장동 590 (조계종)
- 다천사 - 전북특별자치도 정읍시 태인면 태흥리 163 (태고종)
- 대모암 - 전북특별자치도 순창군 순창읍 백산리 산 31 (조계종)
- 대복사 - 전북특별자치도 남원시 왕정동 283 (조계종)
- 대원사 - 전북특별자치도 완주군 구이면 원기리 997 (조계종)
- 덕음암 - 전전북특별자치도 남원시 어현동 176 (조계종)
- 도솔암 - 전북특별자치도 고창군 아산면 (조계종)
- 동고사 - 전북특별자치도 전주시 완산구 교동1가 산10-1 (태고종)
- 만복사 - 전북특별자치도 김제시 신곡동 14 (태고종)
- 만일사 - 전북특별자치도 순창군 구림면 안정리 337
- 망해사 - 전북특별자치도 김제시 진봉면 심포리 1004 (조계종)
- 문수사 - 전북특별자치도 고창군 고수면 은사리 산190-1 (조계종)
- 문수사 - 전북특별자치도 김제시 황산동 산6 (조계종)
- 문수사 - 전북특별자치도 익산시 여산면 호산리 산 69 (조계종)
- 미륵암 - 전북특별자치도 남원시 노암동 765-1  (태고종)
- 미륵암 - 전북특별자치도 장수군 산서면 오산리 4-1  (태고종)
- 백련사 - 전북특별자치도 무주군 설천면 삼공리 산107 (조계종)
- 백운사 - 전북특별자치도 익산시 여산면 호산리 산 65 (조계종)
- 법인사 - 전북특별자치도 정읍시 금붕동 838 (태고종)
- 보림사 - 전북특별자치도 정읍시 북면 보림리 939 (조계종)
- 보흥사 - 전북특별자치도 진안군 마령면 강정리 23 (태고종)
- 봉서사 - 전북특별자치도 완주군 용진면 간중리 산2  (태고종)
- 북고사 - 전북특별자치도 무주군 무주읍 읍내리 520 (조계종)
- 불정사 - 전북특별자치도 전주시 완산구 동서학동 산148-2 (태고종)
- 불지사 - 전북특별자치도 군산시 나포면 장산리 838 (조계종)
- 사자암 - 전북특별자치도 익산시 금마면 신용리 609-1 (조계종)
- 상원사 - 전북특별자치도 고창군 고창읍 월곡리 480-10 (조계종)
- 상이암 - 전북특별자치도 임실군 성수면 성수리 산85 (조계종)
- 상주사 - 전북특별자치도 군산시 서수면 축동리 544 (조계종)
- 서고사 - 전북특별자치도 전주시 덕진구 만성동 84 (조계종)
- 석불사 - 전북특별자치도 익산시 삼기면 연동리 220-2 (화엄종)
- 석상암 - 전북특별자치도 고창군 아산면  (조계종)
- 석탄사 - 전북특별자치도 정읍시 칠보면 반곡리 산389 (태고종)
- 선국사 - 전북특별자치도 남원시 산곡동 419 (조계종)
- 선린사 - 전북특별자치도 전주시 덕진구 인후동1가 산16-13 (태고종)
- 선운사 - 전북특별자치도 고창군 아산면 삼인리 500 (조계종)
- 선원사 - 전북특별자치도 남원시 도통동 392-1 (조계종)
- 성관사 - 전북특별자치도 장수군 장계면 금덕리 산32-2 (조계종)
- 성모암 - 전북특별자치도 김제시 만경읍 화포리 389 (진묵대사유적진흥회)
- 성황사 - 전북특별자치도 부안군 부안읍 동중리 401 (조계종)
- 성흥사 - 전북특별자치도 군산시 성산면 둔덕리 산26-1  (태고종)
- 소요사 - 전북특별자치도 고창군 부안면 용산리 산148-1 (태고종)
- 송광사 - 전북특별자치도 완주군 소양면 대흥리 569 (조계종)
- 숭림사 - 전북특별자치도 익산시 웅포면 송천리 5 (조계종)
- 승련사 - 전북특별자치도 남원시 산동면 식련리 221번지 (선학원)
- 승암사 - 전북특별자치도 전주시 완산구 교동1가 945 (태고종)
- 신광사 - 전북특별자치도 장수군 천천면 와룡리 38 (조계종)
- 신흥사 - 전북특별자치도 임실군 관촌면 상월리 360 (조계종)
- 실상사 - 전북특별자치도 남원시 산내면 입석리 50 (조계종)
- 실상사 - 전북특별자치도 전주시 덕진구 진북동 89  (태고종)
- 실상암 - 전북특별자치도 순창군 순창읍 순화리 671 (조계종)
- 심경암 - 전북특별자치도 남원시 신촌동 124-2 (태고종)
- 심곡사 - 전북특별자치도 익산시 낭산면 낭산리 산176 (조계종)
- 쌍용사 - 전북특별자치도 김제시 금산면 쌍용리 396 (태고종)
- 안국사 - 전북특별자치도 무주군 적상면 괴목리 산184 (조계종)
- 안심사 - 전북특별자치도 완주군 운주면 완창리 25 (조계종)
- 약수암 - 전북특별자치도 전주시 덕진구 우아동3가 461-15  (태고종)
- 연화사 - 전북특별자치도 남원시 이백면 효기리 126-1 (태고종)
- 영월암 - 전북특별자치도 장수군 산서면 봉서리 38 (조계종)
- 옥천암 - 전북특별자치도 진안군 용담면 옥거리 산 21 (조계종)
- 용담사 - 전북특별자치도 남원시 주천면 용담리 298  (태고종)
- 용봉사 - 전북특별자치도 김제시 용지면 봉의리 산 18  (태고종)
- 용화사 - 전북특별자치도 고창군 대산면 연동리 산 75  (태고종)
- 용화사 - 전북특별자치도 부안군 행안면 역리 342  (무)
- 운심사 - 전북특별자치도 군산시 대야면 산원리 480 (태고종)
- 원각사 - 전북특별자치도 김제시 요촌동 415  (태고종)
- 원등사 - 전북특별자치도 완주군 소양면 해월리 1 (조계종)
- 원통사 - 전북특별자치도 무주군 안성면 죽천리 산1 (조계종)
- 원흥사 - 전북특별자치도 장수군 산서면 마하리 177-1 (태고종)
- 월명암 - 전북특별자치도 부안군 변산면 중계리 96-1 (조계종)
- 위봉사 - 전북특별자치도 완주군 소양면 대흥리 21 (조계종)
- 유선사 - 전북특별자치도 정읍시 고부면 남복리 산2 (조계종)
- 은수사 - 전북특별자치도 진안군 마령면 동촌리 6 (조계종)
- 은적사 - 전북특별자치도 군산시 소룡동 1332 (조계종)
- 일광사 - 전북특별자치도 정읍시 수성동 620-14 (태고종)
- 일출암 - 전북특별자치도 전주시 덕진구 우아동 1가 산226 (태고종)
- 자명사 - 전북특별자치도 익산시 용안면 법성리 산70 (조계종)
- 정수사 - 전북특별자치도 완주군 상관면 마치리 137 (조계종)
- 정토사 - 전북특별자치도 정읍시 정우면 산북리 94 (조계종)
- 정혜사 - 전북특별자치도 전주시 완산구 효자동 1가 4 (보문종)
- 정혜사 - 전북특별자치도 정읍시 연지동 147  (태고종)
- 조앙사 - 전북특별자치도 김제시 만경면 화포리 431 (태고종)
- 죽림암 - 전북특별자치도 임실군 임실읍 성가리 525 (조계종)
- 지장암 - 전북특별자치도 군산시 개정면 아산리 102-5 (태고종)
- 창덕암 - 전북특별자치도 남원시 산동면 부절리 107 (태고종)
- 천황사 - 전북특별자치도 진안군 정천면 갈용리 1428 (조계종)
- 청룡사 - 전북특별자치도 김제시 금산면 금산리 산4-1 (조계종)
- 청운사 - 전북특별자치도 김제시 청하면 대청리 산91-2 (태고종)
- 탑사 - 전북특별자치도 진안군 마령면 동촌리 8 (태고종)
- 태봉사 - 전북특별자치도 익산시 삼기면 연동리 495-1 (태고종)
- 팔성사 - 전북특별자치도 장수군 장수읍 용계리 1267 (조계종)
- 학림사 - 전북특별자치도 완주군 봉동읍 은하리 942 (조계종)
- 학선암 - 전북특별자치도 김제시 금산면 금산리 309 (조계종)
- 학소암 - 전북특별자치도 전주시 완산구 평화동 2가 산5-1 (조계종)
- 해월암 - 전북특별자치도 임실군 오수면 대명리 725 (조계종)
- 향산사 - 전북특별자치도 무주군 무주읍 읍내리 721-1 (선학원)
- 혜봉사 - 전북특별자치도 김제시 금구면 서도리 23-1 (태고종)
- 화암사 - 전북특별자치도 완주군 경천면 가천리 1078 (조계종)
- 흥복사 - 전북특별자치도 김제시 흥사동 263 (조계종)

## 같이 보기
- 한국의 사찰 목록